# 赤塚行雄
赤塚 行雄（あかつか ゆきお、1930年9月24日-2015年3月29日）は、日本の文芸評論家。中部大学名誉教授。
専門は、文学、犯罪、青年問題などで、「劇場型犯罪」という言葉の生みの親とされる。グリコ・森永事件の論評の際に初めてこの語を用い、一般に定着させたためである。

## 経歴
横浜市生まれ。日本大学芸術学部文芸学科卒業、日本大学大学院芸術学研究科文芸学専攻修了、東京都立大学大学院人文科学研究科文章論専攻中退。『東京大学新聞』の五月祭賞に第一席となり、学生時代から文芸評論を始める。
スタンフォード大学に留学後、日本大学助教授となるが1969年学園紛争で辞職し、長野大学教授を経て文芸評論家。その後、中部大学女子短期大学副学長、中部大学教授、1998年同人文学部長。のち名誉教授。
2000年、第6回横浜文学賞受賞。神奈川近代文学館懇話会会員。

## 著書

### 単著
- 『方法論としての文芸学 新しい批評のために』長嶋書房 1957
- 『逸脱の論理 <書く>ことの意味』新興書房 1967
- 『ゲバ・アン語典』自由国民社 1969 改題「現代青年語小辞典」
- 『今日だけを走れ 試行的青春論』虎見書房 1970
- 『情念の話術 ヒットラーの魔力 大衆は女である』青春出版社 プレイブックス 1971
- 『青春のポップ哲学 男の原理を追求する』日新報道 1972
- 『別れの名文句 愛と死の鎮魂歌』ベストセラーズ ワニの本 1973
- 『「気」の構造』講談社現代新書 1974 改題「気」の文化論 創拓社 1990
- 『幸福泥棒「んッ?」』いんなあとりっぷ 1974
- 『青春vs白秋論 予告的白秋考』佼成出版社 1975
- 『「罪と罰」の青春史 若者のもう一つの世界』大和出版 1977
- 『恐るべき子供たち 現代少年暴力論考』山手書房 1978
- 『バカの大研究』青也書店 1979
- 『面白探し20世紀末論序説 わたしの風俗的キー・ワード事典』日本書籍 1980
- 『会話の作法 相手の心をつかむ絶妙のレトリック』実業之日本社・新書 1980
- 『ワープ感覚時代 超飛行の思考とひねりの発想』産報出版 1981
- 『父はピエロか 息子を殴れない男親に贈る本』山手書房 1981
- 『武器としての説得力』パシフィカ 1982
- 『安心のためのブランケット 心のよりどころを求めて』国際情報社 1984
- 『戦後欲望史 黄金の六〇年代篇』講談社文庫 1984
- 『戦後欲望史 転換の七、八〇年代篇』講談社文庫 1985
- 『戦後欲望史 混乱の四、五〇年代篇』講談社文庫 1985
- 『祝祭経済の時代 凸型感覚社会の消費構造 赤塚行雄の文明批評』河出パンダブックス 1985.6
- 『考える熟語集 未来が見えてくる160のキーワード』講談社文庫 1986
- 『家父学のすすめ  低成長成熟社会の男の生き方』三笠書房 1986
- 『不安からの脱出 究極のからだ・Qi・やすらぎ』講談社文庫 1987
- 『イヴ引力 日本文化の中の女の力』人文書院 1988
- 『マダム篠田の家 港の見える丘物語 Yokohama1945-50』第三文明社 1989
- 『人はなぜウソをつくのか』ポプラ社（どんぐりブックス）1990 「ウソをつく力」新書
- 『与謝野晶子研究 明治の青春』学芸書林 1990
  - 『与謝野晶子研究 明治、大正そして昭和へ 決定版』学芸書林 1994
- 『『新体詩抄』前後 明治の詩歌』学芸書林 1991
- 『美貌なれ日本 雅子妃の時代』ベストセラーズ（ワニの本）1993
- 『女をかし与謝野晶子 横浜貿易新報の時代』神奈川新聞社 1996
- 『人文的「教養」とは何か 複雑系時代の人文学』學藝書林 1998
- 『君はトミー・ポルカを聴いたか 小栗上野介と立石斧次郎の「幕末」』風媒社 1999
- 『人文学のプロレゴーメナ』風媒社（エラスムス叢書 1）2000
- 『昭和二十年の青空 横浜の空襲、そして占領の街』有隣堂 2004

### 共編著
- 『悪魔の辞典 言葉のトレーニングのために』思潮社 1965
- 『さらば日本大学 バッタ派教師の見た日大紛争』三浦朱門共著 文藝春秋 1969
- 『青少年非行・犯罪史資料』1-3 刊々堂出版社・星雲社 1982-1983
- 『お嬢さんの感覚学 現代女性の意識と行動』ビジネス社 1990
- 『修辞学ってなんだ?! レトリック感覚で世の中を見直せば』ビジネス社 1992
- 『女子大学の御利益 賢い女性は女子大へ行こう』島田裕巳共編著 ベストセラーズ 1994

## 作詞
- 中部大学女子短期大学学生歌「ゆめとやすらぎ」（作曲：鶴田正道）[4]